# هيو وايتهيد
هيو وايتهيد (بالإنجليزية: Hugh Robinson Whitehead)‏ هو عالم كيمياء حيوية نيوزلندي، ولد في 1899، وتوفي في 1983.